# Trhový Štěpánov
Trhový Štěpánov är en stad i Tjeckien.   Den ligger i regionen Mellersta Böhmen, i den centrala delen av landet, 60 km sydost om huvudstaden Prag. Trhový Štěpánov ligger 416 meter över havet och antalet invånare är 1 260.
Terrängen runt Trhový Štěpánov är lite kuperad. Runt Trhový Štěpánov är det ganska glesbefolkat, med 31 invånare per kvadratkilometer. Närmaste större samhälle är Zruč nad Sázavou, 7,4 km öster om Trhový Štěpánov. Omgivningarna runt Trhový Štěpánov är en mosaik av jordbruksmark och naturlig växtlighet.